# Brunnen als Motiv
Der Brunnen ist ein vielfach verwendetes Motiv sowohl in der Literatur als auch der Kunst. Er kann für die Brautwerbung und die Liebe, die Meditation und Besinnung, die Gefangenschaft und Demütigung mit späterer Erhöhung oder auch das Leben, das Schicksal im Allgemeinen stehen.
Die Vieldeutigkeit des Motivs spiegelt die Mehrdeutigkeit des Wortes Brunnen. Das deutsche Wort meint bis in die Neuzeit hinein sowohl die frei fließende Quelle und ihr Wasser, die eingefasste Quelle (auch den Springbrunnen) und den gegrabenen Röhren- (Zieh-)brunnen. Das Wort dient daneben zur Übersetzung von Begriffen der mediterranen Kulturen, die auch Zisternen und Viehtränken meinen konnten. Das Motiv berührt und überschneidet sich daher vielfach mit dem Motiv der Quelle bzw. Wassers des ewigen Lebens (siehe hierzu unter Jungbrunnen). Bereits im Altertum verstand man die gefassten Brunnen entweder als Ziehbrunnen einer Quelle oder als Zisternen, die als Wohnsitz von Göttern galten und denen jeweils ein hoher Symbolgehalt (Auge, Mund) zugeschrieben wurde.

## Der Brunnen in der Bibel
Im Alten Testament ist der Brunnen den am Rande der Wüste umherziehenden Nomaden zunächst einmal ein Ort, an dem lebenswichtiges und kostbares Wasser zu finden ist.

### Symbol der Liebe, des Trostes, der Verheißung und der Erfüllung
In den Erzählungen des 1. Buches Mose findet sich der Brunnen auch als Ort der Liebe und als Symbol der Weiblichkeit. In Genesis 24, 62–67 sieht Isaak seine spätere Frau Rebecca erstmals am Brunnen von Lahai-Roi. Zuvor schon trifft Hagar, die Magd und Nebenfrau Abrahams, in Gen 16, 7–16 den Engel des Herrn an diesem Brunnen. Neben dem Trost und dem Zuspruch, den Hagar dort durch den Engel erhält, wird ihr vom Engel auch die Geburt Ismaels verkündet, sodass der Brunnen die volksetymologische Deutung Lahai-Roi nach El-Roi, den Gott des Schauens erhält. (Die Namensgebung deutet auf eine ursprüngliche lokale Gottheit (Lokalnumen)). Nach der Bedeutung der Liebe und des Trostes erhält der Brunnen so auch die Bedeutung als Ort der Verheißung und der Erfüllung. In der Trostlosigkeit des am Brunnen sitzenden Gretchens in Goethes Faust I wird dieser Anklang konterkariert.

Bartolomé Esteban Murillo, Rebecca und Eliezer am Brunnen (Mitte 17. Jahrhundert) zeigt, wie der Eliezer auf Isaaks zukünftige Frau trifft.

 Bei Rebecca findet sich der Brunnen dann vor dem Tor. Da nicht Isaak selbst, sondern ein Knecht des Vaters auf die Suche geschickt wird, findet sich auch hier göttliche Führung und Fügung (24,7). Das Mädchen Rebecca, das der Knecht am Brunnen vorfindet, wird nicht nur in ihrer Schönheit, Jungfräulichkeit (24,16) und Freundlichkeit, sondern auch pragmatisch beurteilt: Dass sie nicht nur dem die Kamele führenden Knecht, sondern auch den Tieren Wasser reicht, scheint einen Großteil ihrer Eignung zur Gattin Isaaks auszumachen (24,17–22). Zum Dank werden ihr ein Nasenring und zwei Spangen überreicht (24,22).
Eine weitere Liebesgeschichte am Brunnen bietet Gen 29, 1.14 mit Jakob und Rahel.

### Brunnen als Streitanlass
Umgekehrt ist das Zuschütten von Brunnen, wie es die Philister in Gen 26,15 tun, ein ernster Grund für Streitigkeiten – die an dieser Stelle jedoch erst beginnen, als die Hirten Isaaks die Brunnen wieder freigraben, die die konkurrierenden Hirten von Gerar umgehend für sich beanspruchen. Die in Gen 26,17–22 aufgeführten Auseinandersetzungen, bei denen sogar zwei der drei Brunnen die volksetymologischen so gedeuteten Namen »Zank« (Esek) und »Feindschaft« (Sitna) beigelegt bekommen, scheint eine alte Sage als Kern zu besitzen und hat zudem Parallelen mit einigen orientalischen Märchen. Die Beilegung des Streites geschieht vermittels eines dritten Brunnens, der Rehobot, »Weite« genannt wird, da er erstmals ohne Streit den Abrahamleuten bleibt und ihnen so »den Raum lässt«.
Dies deutet darauf hin, dass zu einem Brunnen immer auch ein gewisses Umfeld an Land zu rechnen ist, das dem Besitzer des Brunnens mit zufällt. Wichtiger aber noch an dieser im Jakob-Laban-Kreis beheimateten Erzählung ist der folgende Segen, den Abraham nachts von seinem Gott erhält. Hiernach wird ein vierter Brunnen gegraben, an dem sich tags darauf Abimelech einfindet und einen feierlichen Friedenseid schwört. Der Brunnen namens Be’er Scheva wird nach diesem Eid (sebua) »Schwurbrunnen« gedeutet und steht nicht nur für den dort erlangten Segen Gottes oder den dort geschlossenen Frieden, sondern eine anerkannte Auszeichnung. In den Leuten Abrahams wird das Volk Israel sichtbar. Diese pazifizierende Bedeutung wird auch bei Jesaja aufgegriffen. Auch hier wird vorausgesetzt, dass aus dem Brunnen eines anderen trinken zu wollen Streitigkeiten evoziert, wenn der König von Assyrien »Macht mit mir Frieden …, so sollt ihr … ein jeder das Wasser aus einem Brunnen trinken« (Jes 36,16) fordern kann.
Auch die Gefangennahme des Joseph Gen 37 18–30 in einer Zisterne legt dem Brunnen jene Bedeutung der Erfüllung bei, die hier jedoch erst im Verlaufe der Joseph-Novelle zum Ziel kommt. Die Zisterne als Gleichnis der Eitelkeit zitiert der Prophet Jeremia, wenn er sie der Quelle kontrastierend gegenüberstellt: »mein Volk hat eine zwiefache Sünde begangen: Mich, die Quelle des lebendigen Wassers haben sie verlassen, um sich Zisternen zu graben, löcherige Zisternen, die kein Wasser halten!« (Jer 2,13). Der Brunnen steht bei ihm weiter als Ort der Gefangenschaft und der Demütigung, wenn es heißt: »Da nahmen sie Jeremia und warfen ihn in die Zisterne des Königssohnes Malkija, die im Wachhof war, und sie ließen Jeremia mit Stricken hinab. In der Zisterne aber war kein Wasser, sondern nur Schlamm, und Jeremia sank in den Schlamm ein« (Jer 38,6). Der Schlamm auf dem Grund des Brunnens steht hier für die Missachtung. Der Prophet selber versinkt, totum pro parte den Untergang seines gering geschätzten Wortes zu verdeutlichen.

### Brunnen als Symbol der Geliebten
Metaphorisch steht in der alttestamentlichen Poesie der Brunnen dann auch für die sich sexuell versagende und dann hingebende Geliebte. Im Hohenlied Salomos findet sich: »Ein verriegelter Garten ist meine Schwester und Braut, ein verriegelter Garten mit versiegeltem Quell« (Hld. 4,12). Die angesprochene Entsagung wird jedoch über »Mein Gartenquell ist ein Brunnen lebendigen Wassers …« (4,15) bis zu »… komme in seinen Garten und esse von seinen köstlichen Früchten« (4,16) und »… berauscht euch in Liebeslust!« (5,1) völlig abgebaut. Lediglich die Wahl des Pronomens (dt. »seinen« statt »meinen«) weist auf den zaghaften Versuch, den erotischen Kontext religiös zu überformen. Das Brunnenmotiv erscheint mit dem Paradies-Motiv verschränkt, ohne jedoch die mittlerweile übliche Sündenfall-Konnotation aufzuweisen.

### Brunnen als Metapher für Ehe
Das Buch der Sprichwörter kennt den Brunnen dann vor allem als Metapher für die Ehe. »Trinke Wasser aus deiner Zisterne und frischen Trunk aus dem eigenen Brunnen« (Spr. 5,15) warnte vor dem Ehebruch und »Denn eine tiefe Grube ist die Buhlerin und ein enger Brunnen die Fremde« (23,27) weitet den Ehebruch von der Frau eines anderen (»Fremde«) auf die Dirne aus.

## Der Brunnen in der Mythologie

### Griechische Mythologie
In der griechischen Mythologie nahm Hera, die bei den Römern mit Juno gleichgesetzt wird, jährlich in einer Quelle ein reinigendes Bad zur Wiederherstellung. Die reinigende Vorstellung scheint erst einmal der menschlichen Menstruation entlehnt, dann aber auf den größeren Wachstumszyklus eines Jahres übertragen worden zu sein. Das Jahr wiederum wurde durch Mondphasen vorgestellt und der Mond als der Geliebte der Hera, der am Ende sein Leben lassen muss. Hera, die die Gottheit des zyklischen Wachstums wie auch der Ehe und Zucht war, regeneriert nach der Tötung des Liebhabers dann auch ihre Jungfräulichkeit.
In anderen Vorstellungen ist es Artemis, ebenfalls eine Mondgottheit, die gern an Quellen nackt badet und so einst Aktaion, den Sohn des Aristaios, der sie nicht nur dabei beobachtet, sondern mit dieser Beobachtung auch prahlt, in einen Bock verwandelt, den eine Hundemeute dann zerfleischt. In dieser Erscheinung der Artemis wiederum soll sich eine ursprünglichere Nymphengöttin, die in Kreta auch »Frau der wilden Dinge« genannt wurde und als Führerin der Nymphen galt, wiederfinden. An anderer Stelle ist Pasiphaë die Mondgöttin und Leukippos wird von den wilden Nymphen, die sich danach badend reinigen, zerrissen. Auch Orpheus ereilt dieses Schicksal. Hier, bei dem nach Ovid von einer Schar Nymphen stets Begleiteten, vollbringen dann thrakische Frauen die Tat. Hylas wiederum wird beim Wasserholen auf ähnliche Weise von Dryope und ihren Nymphen, den Najaden, in den Brunnen herabgezogen und zerstückelt. Hier wird die Schönheit des Jünglings als Auslöser der Tat benannt. Und der Brunnen gerät wieder zum Symbol des tödlichen Abgrundes.

### Keltische Mythologie
Die keltische Mythologie kennt den reinigenden Brunnen in einer noch übersteigerten Form als Jungbrunnen. Die Vorstellung eines Jugend und Unsterblichkeit verleihenden Bades hängt aber eng mit der Vorstellung einer Sünden tilgenden Wirkung des rituellen Bades zusammen. Das Land Tir Nan Og (auch tír na n-óg), in dem sich dieser Brunnen finden soll, ist ein mit Paradies-Vorstellungen aufgeladener Ort der Unbeschwertheit und Leidensfreiheit. Er galt als Heimat der Elfen und Einhörner und wurde als Insel vorgestellt. Außerhalb der irischen Mythe verschmilzt er oft mit der Avalon-Vorstellung. Der sich hier befindende Jungbrunnen wurde neben dem Schlaraffenland zu einem beliebten Paradies-Motiv, das unter anderem der ältere Lucas Cranach aufgriff (s. u.).

### Nordische Mythologie
In den Schöpfungserzählungen der nordischen Mythologie ist der Brunnen Hvergelmir in Niflheim der Quell für zwölf Flüsse (elivâgar), aus denen der Eisriese Ymir entstanden sein soll. Die nachfolgenden Riesen namens Örgelmir, Thrudgelmir und Bergelmir sollen im Namen noch Anklänge an den Brunnen ihrer Herkunft tragen. Eine zweite Quelle ist der Brunnen Mimirs, die der gleichnamige Riese Mimir als Born des Wissens und der Weisheit bewacht. Hvergelmir und Mimirquelle speisen die Weltenesche Yggdrasil zusammen mit dem Urð-Brunnen (urðarbrunnr). Während Hvergelmir dunkler Ursprungsort des Bösen ist, ist der Urð-Brunnen (auch: Urðar) der Ort, an dem sich die Götter täglich zu Besprechungen versammeln. Wenn sie hier von Loddafnir, der nach Erkenntnis und Weisheit strebt, aufgesucht werden, scheinen die Attribute der Mimir-Quelle auf den Urð-Brunnen überzugehen.
Noch deutlicher aber wird der Urd-Brunnen mit dem Leben und dem Schicksal verbunden. Der Brunnen selbst befindet sich am Fuße der Weltenesche Yggdrasil, die den Bau der gesamten Welt vorstellen soll. An ihm sitzen die drei Nornen, die den Parzen gleich die Schicksalsfäden flechten. Urðr (oder urðr, wurð, orð) bringt den Faden hervor, Verðandi flicht ihn zu dem Band des Lebens und Skuld schneidet ihn am Tage des Todes ab. Die Dreiheit der Nornen, die Vergangenheit, Gegenwart und Zukunft symbolisieren soll, ist derjenigen der griechischen Moiren angepasst. Auch Klotho, Lachesis und Atropos werden ähnlich vorgestellt, wobei Lachesis untergeht, wo Zeus, wie in Delphi selbst den Anspruch auf das gegenwärtige Walten erhebt. Auch Homer kennt Aphrodite als Schicksalsgöttin.
Die nordischen Mythen kennen hingegen viele, oft namentlich unbekannte Schicksalsfrauen. Auch die Walküren, die auf den Krieg und die Schlacht spezialisiert sind, sind hier zuzurechnen. Die mächtigste der Nornen ist Urd, da sie die ursprünglichste der Nornen ist. Sie ist anders als das griechische Pendant keinem Herrn verpflichtet. Daher ist auch nach ihr der Brunnen benannt. Schon im Beowulf und auch im Heliand findet sich Urð (wyrð). In Island kennt man zudem urðarköttur, die Katze der Urð, deren Anblick den Tod bedeutet. Dennoch werden Urð und der später hinzukommenden Verðandi ein gemäßigtes Wesen zugeschrieben. Lediglich Skuld erscheint in manchen Volkssagen als von übler Gesinnung. Zunehmend werden dann aber Nornen, Feen und andere Weise Frauen vermengt. Lediglich Lichtungen und Brunnen und andere magische Orte kennen dann noch ihre Lokalgeister.

## Der Brunnen im Märchen
Urð dürfte auch jener Frau Holda oder Hulda entsprechen, die in dem Grimmschen Märchen Frau Holle weiterlebt. Die Verbindung zu einer unteren Welt, die sich schon im Eigennamen »Holle« (»Hölle«) zu zeigen scheint, ist noch im frühen Mittelalter so präsent, dass aus Brunnen geweissagt wird. Hier fallen die zwei an sich disparaten Vorstellungen eines schachtartig leeren, erst am Boden Wasser spendenden und eines gefüllten, nahezu überquellenden Brunnens zusammen. Während der Schacht die Verbindung zum Unterweltsitz der Nornen nahelegt, wird das sich auf dem Wasserspiegel zeigende Bild zur Wahrsagung genutzt. Trotz eines Verbotes dieser Brunnenwahrsagerei, die Papst Gregor III. 731 aussprach, halten sich verschiedene hiermit verbundene Vorstellungen im Volksglauben. So kann, wer zur Weihnachtszeit unangesprochen aus drei Brunnen trinkt, während die Messe noch eingeläutet wird und dann mit dem Läuten noch ankommend über die rechte Schulter zurückblickt seine Zukunft schauen. (vgl. HDA 1, 1674f.). Das in der konkreten Schau am Brunnenrand mit der Weissagung noch verbundene Spiegel-Motiv scheint hier zeitlich wie räumlich losgelöst von dem des Brunnens.
Das Sprichwort des Kindes, das »in den Brunnen gefallen« ist, erfüllt sich jedoch im Holle-Märchen nicht. Der Brunnen erweist sich dem Mädchen als Pforte zu einer begehbaren Unterwelt, die zumindest eine größere Wiese und einen Garten besitzt. Auch in diesem Märchen bleibt der Brunnen Hort des Glückes. Sowohl die Nähe der Holle-Figur zu der ähnlich genannten Gefährtin Freyas als auch die rätselhaften »großen Zähne«, die an den Wolf aus Rotkäppchen erinnern mögen, sind fraglich. Neuere psychoanalytische Versuche, die Zahngröße phallisch sehen zu wollen, bieten über diese Deutung hinaus keinen Erklärungsansatz. Zumindest findet sich aber auch in Holdâ eine Gegnerin des Müßigganges. Doch auch wenn die Göttin Holda mal versöhnlich und mal als schreckliche Teilnehmerin am wilden Heer gezeichnet wird, erklärt sie die widersprüchliche Anlage der Figur der Märchen-Holle nicht; Frau Holle haust in den Tiefen der Brunnen-Unterwelt, befindet sich aber gleichzeitig im Himmel, aus dem heraus sie es schneien lässt und ist dabei am Ende weder Brunnen- noch Luftgeist, sondern scheint lediglich eine auf Fleiß und Ordnung bedachte Hausmutter zu sein.
Der Volksglaube, der diese Märchenfigur ebenfalls kennt, knüpft verschiedene Vorstellungen mit erheblichen regionalen Schwankungen an die Holle und ihren Brunnen. Neben den Vorstellungen einer gefährlichen Alten, die auf Ordnung und auch auf Gerechtigkeit bedacht ist, dabei aber zu Arglist zu neigen scheint, scheint manchenorts noch die der frugalen Gottheit durch. Hier streift die Hollefigur dann über die Felder, deren Fruchtbarkeit auf die Weise erhalten bleibt. Andernorts findet sich auch der Vorstellungskranz des Jungbrunnens (s. o.) in die Holle-Erzählung eingewoben, wenn man glaubt, dass alte Frauen bei einem Abstieg in den Brunnen verjüngt würden. Und zuletzt kommen auch Vorstellungen vor, die die Holle als Hüterin der ungeborenen Seelen sehen. Diese christianisierte Variante erhält dann mit dem Storchen, von dem man sich die Kinder zur Geburt abtransportiert sieht, ein paganes Element beigefügt, dass sich oft in Biedermeier-Darstellungen findet.

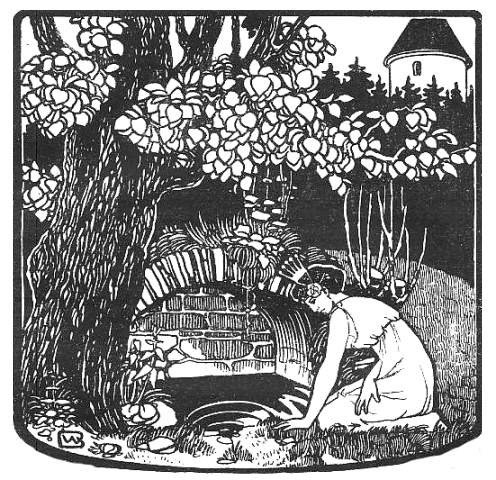
Die in den Brunnen schauende Königstochter aus dem Froschkönig nach einer Illustration von Bernhard Wenig

Schärfer gezeichnete Varianten des Märchens selbst lassen dann naheliegend erscheinen, in der Holle die mütterliche Beschützerin des Mädchens zu sehen. Die Naubertinische Sammlung kennt noch eine absichtsvoll planende Stiefmutter, die den Tod des Mädchens herbeiführen will. Der Brunnen wird hier ähnlich der Erzählung vom biblischen Joseph zum Ort des Schreckens. In dieser Variante hilft dem Mädchen eine Nixe, der zuvor das Haar entflochten werden muss. In einer dritten Variante (vgl. Panzers Anmerkungen zur Urfassung), in der der Brunnen lediglich der Reinigung dienen soll, fällt das Mädchen, das den Namen »Murmeltier« trägt, in die Kristallkugel der Brunnenfrau. Auch hier wird nach einigen Prüfungen das gute Mädchen belohnt und das hintendrein gesandte schlechte Mädchen bestraft. Die Belohnung des »Murmeltiers« fällt hier jedoch noch eher immateriell aus. Zwar wird ein kostbares Kleid genannt, das das Mädchen geschenkt bekommt, wertvoller erscheint aber ein Stab, der sich gegen wilde Tiere verwenden lässt. Und noch bedeutender ist die Zusage der Brunnenfrau, dem Kind in der Not jederzeit beizustehen – eine Zusage, der wiederum die Vorstellung eines miteinander verbundenen Systems von Brunnen zugrunde liegt. Die namenlose böse Schwester hingegen, die auch in den Brunnen springt, landet nicht einmal in der Kugel. Der Boden des Brunnens ist hier ein Sumpf.
Im Märchen Der Froschkönig oder der eiserne Heinrich findet sich dann erneut die Kristallkugel. Hier überschneidet sich zudem das Brunnenmotiv als Begegnungsort der weiblichen und männlichen Protagonisten mit dem Motiv vom Jungbrunnen. In der jetzigen bei Grimm vorliegenden Fassung verdunkelt, macht dies jedoch ein Blick auf die Märchenparallele Der Froschprinz (KHM Anh. 21) sowie auf das Märchen Der Brunnen am Ende der Welt (bei Joseph Jacobs) deutlich. Das verunreinigte lebensrettende Brunnenwasser kann der Frosch reinigen, sofern der Wasserholer auf dessen Bedingungen eingeht, worauf sich die jüngste der drei Schwestern einlässt und letztlich neben dem Lebenswasser für den kranken Vater auch den Prinzen gewinnt.

## Brunnen und Brunnenmotiv im Mittelalter

### Der Brunnen in der mittelalterlichen Literatur
Im Iwein von Hartmann von Aue, dem wiederum der Yvain ou Le Chevalier au lion von Chrétien de Troyes zugrunde liegt, ist die Quelle der Ort, an dem die entscheidende aventiure zu bestehen ist. Iwein erschlägt den Brunnenwächter Askalon (v. 945–1134) und gewinnt dessen Frau Laudine zur Gattin (v. 1135–2445). Das alttestamentliche Werben am Brunnen erscheint so zwar in das Motiv eingebracht. Mit Askalon werden der Quelle jedoch ein Reich und ein Wächter beigegeben. Hierin mag sich Hades oder Anubis entdecken lassen; näher liegen die literarischen Bezüge zur keltischen Todes- und Anderswelt. Deutlicher noch scheint die Quelle Laudine selbst zu repräsentieren. Die topographische Anlage von Quelle, Garten, Mauer und Falltor verweist auf die mitgemeinte sexuelle Eroberung. Zuerst aber sind Quelle, Stein und Vogelgezwitscher, Linde und Goldgefäß hier Teil eines locus amoenus, eines Paradieses. Nur das von Iwein auf den Stein gegossene Wasser vermag mit dem folgenden Gewittergrollen das schwärende Unheil kurz anzudeuten, enthebt die Lokalität aber als magischen Ort umso deutlicher der Alltäglichkeit. 

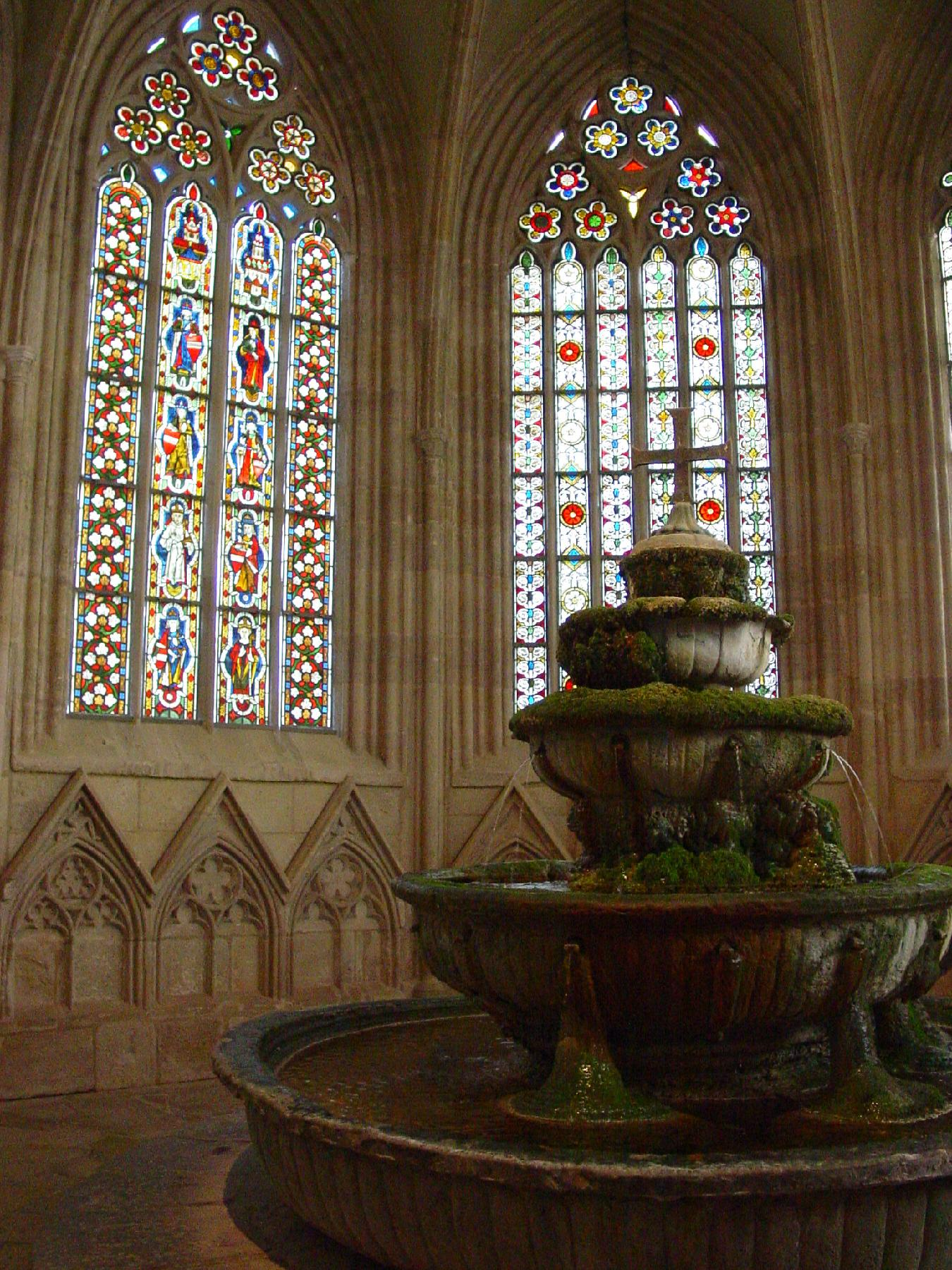
Das Brunnenhaus im Stift Heiligenkreuz bei Wien

Die Nebenbedeutung des Brunnens als ein unwägbarer Abgrund bleibt jedoch weiterhin erhalten. So kann im 13. Jahrhundert Hugo von Trimberg im Renner als allegorische Umschreibung einer der Todsünden von einem »Brunnen der Habgier« sprechen. Der Minne Born wiederum, ein allegorisches Gedicht des 14. Jahrhunderts, greift mit den vier Königinnen, die in einem Wald einen Brunnen umstehen, noch einmal die (um eine Person erweiterte) Parzenschar auf. Die vier Frauen, die die Minne, die Hoffnung, den Zweifel und die Beständigkeit darstellen, stehen als Attribute der Liebe. Im Eingedenken dieser Attribute darf der Ich-Erzähler aus dem Brunnen der Liebe dann trinken. Lediglich ein fünftes Attribut, die Vorsicht, steht in seiner mahnenden Funktion gesondert. Mit ihm soll der Erzähler vor einem Übergenuss gewarnt werden. Eine von außen kommende Brunnenvergiftung vermag die Liebe dann auch zu überstehen.
Während das Motiv des »Brunnens« sich in der Tradition seine Weite erhalten zu haben scheint, verengt sich der Ausdruck »Brunnenvergifter« jedoch im Mittelalter. In all den Beschreibungen des Brunnens, die diesen als Ort des Lebens, sei es für die Kleinvieh-Nomaden des Alten Testamentes oder die späteren dörflichen und städtischen Kulturen, sehen, ist der »Brunnenvergifter« der Verbrecher. Und so, wie der Brunnen zu einem Idyll, einem locus amoenus stilisiert werden konnte, so war umgekehrt einen Brunnen zu vergiften ein unsagbarer Frevel. Die mittelalterliche Bezeichnung des Brunnenvergifters findet sich nun aber im Zusammenhang mit den großen europäischen Pest-Pandemien ab dem 14. Jahrhundert in antisemitischer Färbung. Mit »Brunnenvergifter« ist der Mensch jüdischen Glaubens gemeint, sodass sich dieses Stereotyp, das dann auch Hitler in Mein Kampf verwendete, zunehmend in der Propaganda vor Pogromen findet.

### Brunnen und Brunnenmotiv in der Alchemie
Die Alchemie kennt das legendäre Buch des Nicolas Flamel, auf dessen fünftem Blatt das erste Bild einen Brunnen gezeigt haben soll. Der Brunnen fand sich innerhalb eines schönen Gartens, in dessen Mitte eine ausgehöhlte Eiche gestanden haben soll, um die wiederum sich ein Rosenbaum rankte. Zu den Wurzeln des Baumes entsprang dann der weißes Wasser führende Brunnen. Ob dieser Brunnen, der Elemente der Ursprünglichkeit (Weisheit) und Reinheit mit alten kultischen Opfer-Vorstellungen verbindet, einem älteren Kultus entstammt, muss dahingestellt bleiben. Das andere Bild der Seite zeigt mit der Opferung von Kindern, in deren Blut die personifizierten Sonne und Mond baden, zumindest eine kultisch anmutende Szene. Das weiße Wasser und das rote Blut, das manchmal auch als aus einem Doppelbrunnen sprudelnd dargestellt wird, symbolisieren hier jedoch bereits die beiden »Wasser« Mercurius und Sulphur, die nach der Lehre der Alchemie die Grundbestandteile aller Metalle sind.
Auch wenn der Weg hin zu dem Stein der Weisen im Dunkeln bleibt, ist der Mercurius-Brunnen stets ein beliebtes Motiv der Alchemie gewesen. So wird beispielsweise im Rosarium Philosophorum, das Carl Gustav Jung in Die Psychologie der Übertragung ausführlich kommentiert hat, die mehrstufige Vereinigung von Sol und Luna beschrieben, als eines mehrerer Bäder. Nach einem Feuer- und einem Wasserbad entsteht ein Hermaphrodit, der noch die Köpfe beider zeigt. Die Belebung dieses Hermaphroditen, der vielleicht zuerst nur die weiblichen Elemente enthält und so das in der alchemistischen Vorstellung hier gewonnene Silber darstellt, führt dann nach manchen Illustrationen, wie denen des Chymischen Lustgärtleins von Stoltzius, wieder zu einem lösenden Bad. Erst die nächste Vereinigung im Brunnen scheint nun die Wandlung zu bringen – sodass am Ende Gold und Silber gewonnen sein sollen.
Der letzte Brunnenausstieg zeigt einen Pelikan als Symbol des Blutes. Dann folgen Ouroboros und Löwe als Symbole für das anfängliche Weltenchaos und die Auflösung neben einem keimenden Bäumchen von Sonnenfrüchten. Zuletzt dann, vor der Anbetung des neuen Königs, wird der Weisenstein als Sohn des wieder getrennt dargestellten Paares gezeigt. Ob dem eine ältere Anschauung eines Paares namens Gabricus und Beya zugrunde liegt, ist nicht gesichert. Vor dem unsicheren Ausgang warnt jedoch schon das erste Bild aus dem Rosarium mit den unterlegten Worten:
Wyr sindt der metall anfang und erste natur

die kunst macht durch uns die hœchste tinktur.

Keyn brunn noch wasser ist meyn gleych

Ich mach gesund arm und reych

Un bin doch jtzund gyftig und dœtlich.

## Das Brunnenmotiv in der Literatur der Neuzeit
Das Motiv des Brunnens taucht auch in Goethes Drama Faust I von 1808 als Schauplatz von Gretchens und Lieschens Tratschereien über eine gemeinsame Bekannte auf.
Theodor Storm greift in Ein Doppelgänger von 1887 noch einmal die in Frau Holle zum Märchen kondensierten Vorstellungen auf, wenn er John Hansen nachts in einen nicht mehr genutzten Brunnen fallen lässt. Hansen, der gerade im Begriff war, aus der Not heraus Kartoffeln zu stehlen, verschwindet auf immer. Das Schicksal seiner Tochter Christine berichtet die Rahmenerzählung. Der Abgrund, der den Arbeiter und Notdieb verschlingt, besteht, so scheint es, aber vornehmlich aus gesellschaftlichem Dünkel, was einen Vergleich mit dem Märchen Der Froschkönig oder der eiserne Heinrich naheliegender erscheinen lässt.

Am Brunnen vor dem Tore -
Österreichische Bildpostkarte von 1913

Häufig wird das Motiv des Brunnens auch in der Lyrik aufgegriffen, etwa von in Am Brunnen vor dem Tore aus der Winterreise (1823) von Wilhelm Müller (vertont von Franz Schubert), Conrad Ferdinand Meyer (Der römische Brunnen, 1882), von Hugo von Hofmannsthal (Weltgeheimnis, 1894), von Rainer Maria Rilke (Römische Fontäne, 1906; La Fontaine, 1924), Hans Carossa (Der alte Brunnen, 1910) oder auch im Gedichtzyklus Der tiefe Brunnen von Emanuel Bodman aus dem Jahr 1924. Zu nennen ist aber insbesondere Wilhelm Müllers Gedicht Der Lindenbaum von 1822, wo der Brunnen gemeinsam mit dem Lindenbaum zum Symbol wehmütiger Sehnsucht nach der heilen Vergangenheit wird. In seiner Vertonung durch Franz Schubert in der Winterreise, aber auch später als Volkslied hat es Weltruhm erlangt.
Eine der eindrucksvollsten Verwendungen einer zum poetologischen Symbol verdichteten Brunnen-Motivik bietet Thomas Mann in seinem Roman Joseph und seine Brüder. Das mit der Überschrift »Höllenfahrt« versehene Kapitel des Vorspiels (Prologs), das zugleich der Beginn des gesamten Romanes ist, setzt ein mit:
»Tief ist der Brunnen der Vergangenheit. Sollte man ihn nicht unergründlich nennen? Dies nämlich dann sogar und vielleicht eben dann, wenn nur und allein das Menschenwesen es ist, dessen Vergangenheit in Rede und Frage steht […] Da denn nun gerade geschieht es, daß, je tiefer man schürft, je weiter hinab in die Unterwelt des Vergangenen man dringt und tastet, die Anfangsgründe des Menschlichen, seiner Geschichte, seiner Gesittung, sich als gänzlich unerlotbar erweisen und vor unserem Senkblei, zu welcher abenteuerlichen Zeitenlänge wir seine Schnur auch abspulen, immer wieder und weiter ins Bodenlose zurückweichen. Zutreffend aber heißt es hier ›wieder und weiter‹; denn mit unserer Forscherangelegentlichkeit treibt das Unerforschliche eine Art von foppendem Spiel: es bietet ihr Scheininhalte und Wegesziele, hinter denen, wenn sie erreicht sind, neue Vergangenheitsstrecken sich auftun, wie es dem Küstenjäger ergeht, der des Wanderns kein Ende findet, weil hinter jeder lehmigen Dünenkulisse, die er erstrebte, neue Weiten zu neuen Vorgebirgen vorwärtslocken.« (Thomas Mann, Joseph und seine Brüder 1, 9)
Der »Brunnen der Vergangenheit« verdichtet die topographische ebenso zu einer zeitlichen wie einer seelischen, das Modell der Psychoanalyse Freuds mit umgreifenden, Metaphorik. Er verbindet Mythos und Historie im Erinnern und weist dem Unterfangen, diese Materie als »Unerforschliches« (worin Ottos »Numinosum« anklingt) durchdringen zu wollen, eine Unmöglichkeit zu, indem und trotzdem dies gerade im Ansetzen des Textes begonnen wurde. Derart die Geschichte der Menschheit wie des Menschen in der Brunnen-Metaphorik als »Vorspiel« (ein Verweis auf Faust I) zu nutzen, konzentriert aber in nuce den gesamten Text schon im Anfang und formt so ein seltenes Leitmotiv, das noch Motiv ist und doch auch durch den Stoff führender Anklang, eines Motives zudem, das dem Text kompositorisch unterlegt und doch seinem Kern entnommen wurde. Auf diese Weise wird der Brunnen, in den die Brüder den Joseph werfen, der Brunnen, der Gefangenschaft und Verschleppung, Erhöhung und Versöhnung in einem bedeutet, Symbol der Geschichte jedes einzelnen Menschen wie seiner ganzen Art und weist deren Grenzen ebenso auf wie - cum grano salis die des Romanes.

## Das Brunnenmotiv in der Malerei der Neuzeit
Bereits seit dem Mittelalter findet sich das Motiv des Brunnens in der Malerei. Besonders Darstellung aus der christlichen Ikonographie (z. B. Christus und die Samariterin, Jakobsbrunnen) lassen sich mehrfach nachweisen. Als wichtiges Motiv, sogar die Komposition bestimmendes Element innerhalb von Bildern finden sich Brunnen ebenfalls häufig:
1439 malte Jan van Eyck das Gemälde der Madonna am Springbrunnen, das Maria mit dem Christuskind neben einem sehr filigranen Springbrunnen aus Metall zeigt. Der Brunnen wird meist als Symbol der Fons vitae (Lebensbrunnen) gedeutet.
Um 1510 entstand das Gemälde Ruhe auf der Flucht von Albrecht Altdorfer. Der Maler zeigt die Szene nicht etwa an einer Quelle oder auf einer Waldlichtung, wie es meist üblich war, sondern verlagert sie an einen großen Renaissancebrunnen mit einem figürlichen Stock und einer breiten Schale.
Das Der Jungbrunnen (1546) betitelte Bild Lucas Cranach d. Ä. zeigt eine ausladende Brunnenanlage. Die von Links kommenden alten Frauen betreten die Anlage schleppend, werden getragen oder im Wagen herangebracht. Sichtbar verjüngt, mit Alabasterhaut und aufrechten Ganges verlassen sie dann den Brunnen nach rechts, wo sie von adelig anmutenden Jünglingen mit Gewändern und einem Mahl empfangen werden. Die Darstellung bindet nicht nur Glück an Schönheit und Schönheit an Jugend, sondern bietet mit der auf Frauen beschränkten Benutzergruppe auch eine geschlechtsspezifische Pointierung. Die Darstellung weist schon auf einen Jugendwahn der Frau, dem eine an die Frau gerichtete Jugendforderung des zukünftigen Gatten gegenübersteht. Eine ähnliche Darstellung eines Jungbrunnens bietet schon eine Holzschnittfolge von Sebald Beham aus dem Jahre 1536.

## Das Brunnenmotiv in der Musik der Neuzeit
Der ständige Fluss des Wassers in Zierbrunnen hat Komponisten insbesondere der Spätromantik zu Instrumentalwerken inspiriert, die das Fließen auf vielfältige Weise nachahmen. Franz Liszt komponierte sein Klavierwerk Les jeux d'eau à la Villa d'Este (aus: Années de pèlerinage: Troisième année) unter dem Eindruck der Brunnen der Villa d’Este in Tivoli. In der sinfonischen Dichtung Le fontane di Roma (1916) stellt Ottorino Respighi die Brunnen der Stadt Rom dar.

## Psychologische Deutung
Der Analytischen Psychologie in der Tradition Carl Gustav Jungs gilt der Brunnen als Ausprägung des sog. Mutterarchetyps.